# Crodelia
Crodelia Heydrich, 1911  é o nome botânico  de um gênero de algas vermelhas pluricelulares da família Corallinaceae, subfamília Lithophylloideae.
- São algas marinhas encontradas na Europa, África, Austrália, América do Norte e algumas ilhas do Atlântico.

## Espécies
Apresenta 1 espécie:
- Crodelia expansa (Philippi) Kylin

= Lithophyllum stictaeforme (J.E. Areschoug) Hauck, 1878